# Lawn Bay Ecological Reserve
Die Lawn Bay Ecological Reserve ist ein Naturschutzgebiet vor der zur kanadischen Provinz Neufundland und Labrador gehörenden Insel Neufundland. Es wurde 2009 als provisorisches Reservat eingerichtet. 2015 erhielt das Schutzgebiet seinen heutigen Status.

## Lage
Das 384,6 ha Schutzgebiet befindet sich in der Lawn Bay an der Südküste der Burin-Halbinsel. Es umfasst die Colombier Islands (⊙) sowie die beiden Inseln Swale Island (⊙) und Middle Lawn Island (⊙). Außerdem kommen noch 370,7 ha Wasserfläche um diese Inseln hinzu. Die Gemeinden Lawn und Lord’s Cove befinden sich an der Küste von Neufundland unweit des Schutzgebietes.

## Fauna
Die Lawn Bay Ecological Reserve wurde zum Schutz des einzigen bekannten Brutplatzes des Atlantiksturmtauchers in Nordamerika eingerichtet. Dieser ist ein nachtaktiver Seevogel, der in über einen Meter tiefen Erdhöhlen brütet und eine Lebenserwartung von über 50 Jahren besitzt.
Eine größere Brutkolonie des Wellenläufers befindet sich auf den Inseln. 
Weitere Seevögel, die auf den Inseln brüten, sind Mantelmöwe, Amerikanische Silbermöwe, Gryllteiste, Dreizehenmöwe und Trottellumme. Gelegentlich finden sich auch Küstenseeschwalbe und Fluss-Seeschwalbe auf den Inseln ein.